# Сарзе (замок)
Сарзе (фр. Château de Sarzay) — средневековый замок в коммуне Сарзе в департаменте Эндр, в регионе Центр — Долина Луары, Франция. Относится к группе замков долины Луары. Крепость в 1912 года признана памятником истории и взята под охрану государства. Вероятно, прямоугольный высокий замок с угловыми башнями был возведён в первой половине XV века. Крепость сыграла не последнюю роль в Столетней войне. 

## История

### Ранний период

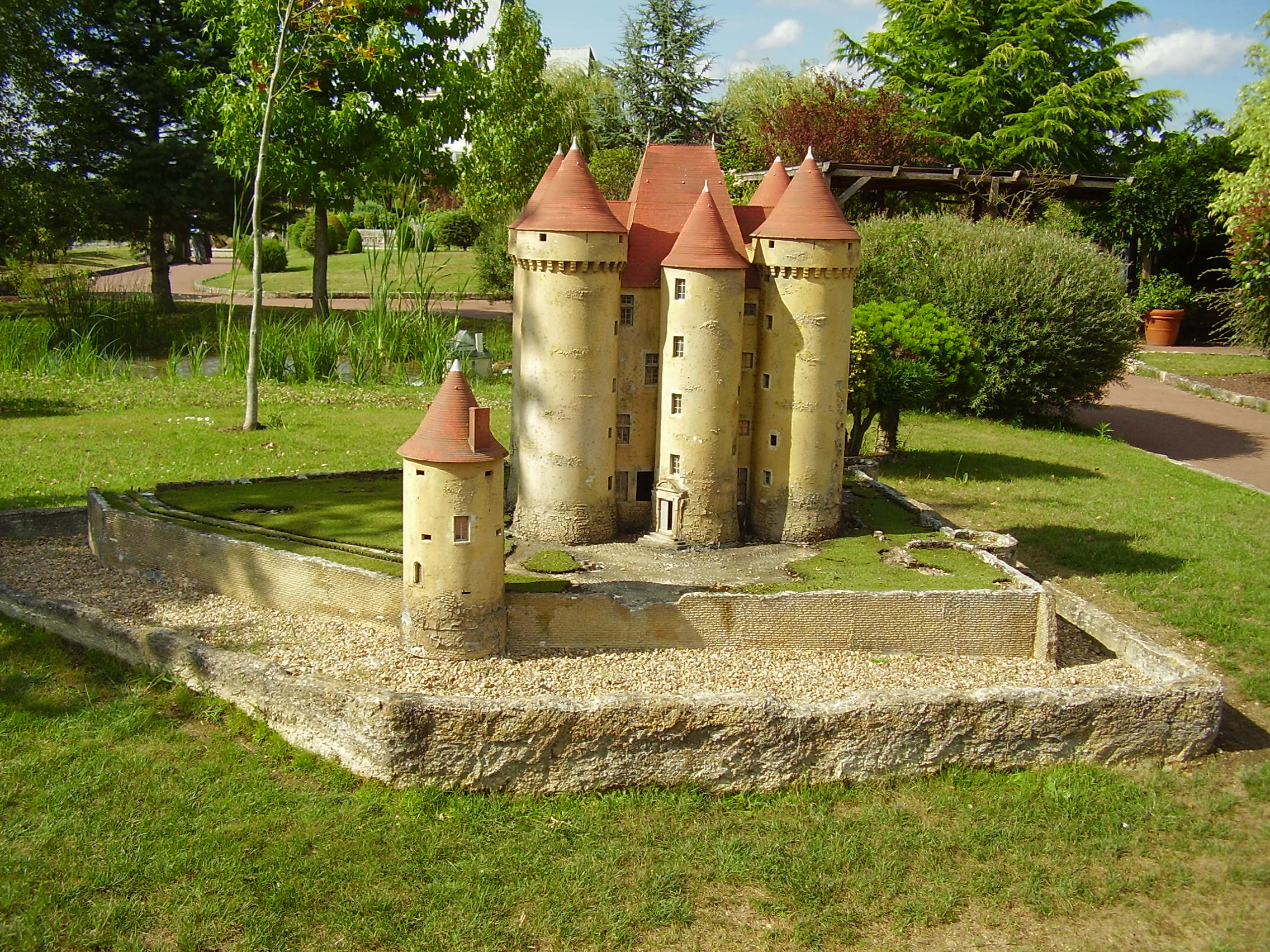
Макет замка. Именно так Сарзе выглядел в начале XV века

Замок Сарзе впервые упоминается в письменных источниках в 1300 году. В то время эти земли являлись собственностью архиепархии Буржа. Земли в районе Сарзе были предоставлены семье Барбансуа в качестве феода.  
Изначально это был простой укреплённый пункт на искусственном холме. Позднее в качестве защиты появился ров и внешние оборонительные сооружения. Кроме того, вне цитадели находилась и часовня.  
В 1360 году рыцарь Гийом де Барбансуа, владелец замка Сарзе, сумел изгнать англичан из города Ла-Шатр. Правда, сам город он разграбил, обретя приличное состояние.  
Замок Сарзе оказался границе королевства Франции и землями Пуату, Лимузен и Аквитания, которые принадлежали королю Англии.  
Около 1440 года Жан де Барбансуа построил главное здание: мощную крепость с четырьмя угловыми башнями. Одна из них стала жилой (на верхних этажах). Все башни получили конусообразные крыши.  
Замок Сарзе выстоял в противостоянии с вторжениями англичан. Во время осад враги так и не смогли ворваться в крепость.   

### Новое время
Крепость прекрасно сохранилась не только во время Столетней войны, но и позднее. Укрепления не пострадали ни во время религиозных войн, ни в годы Великой французской революции.
В 1538 году здесь состоялся судебный поединок. Владелец замка Гелион Барбансуа, которому было 70 лет, убил Франциска де Сен-Жюльена. Всё это произошло на глазах короля Франциска I.
Семья Барбансуа владела замком до 1720 года. В 1651 году роду Барбансуа был дарован титул маркизов.

## Описание замка
Сарзе принадлежит к числу самых южных замков долины Луары. Он находится у одного из притоков реки Эндр, но в то же время примыкает к предгорьям Центрального массива. 
Подобно многим подобным сооружениям в регионах Овернь и Лимузен, замок изначально строился в форме строгого прямоугольника. Он совмещал в себе функции неприступной цитадели и жилой резиденции. 
Высота круглых угловых башен достигает 25 метров. В прежние времена имелись и внешние стены, окружавшие цитадель. Считается, что во внешние стены было встроено 38 оборонительных башен. Вход в замок был возможен только по разводному мосту. Система рвов и прудов вокруг замка занимала площадь в четыре гектара. Внешняя система укреплений не сохранилась. 
Лестничная башня, которая позволяет подняться на верхние этажи крепости, была построена уже в более позднее время. С её помощью можно пройти в просторную столовую на первом этаже, а также в жилые комнаты второго этажа. Здесь жили и владельцы, и их слуги. На третьем этаже находилось просторное помещение с большим камином. Здесь проходили важные встречи и переговоры.

## Интересные факты
Жорж Санд сделала замок Сарзе одной из главных площадок, где происходят события в романе «Le Meunier d'Angibault» («Мельник из Анжибо»). Эта книга была опубликованном в 1845 году. Сам замок в романе именуется Бланшмон («Château de Blanchemont»). Он описан как «довольно элегантный замок в форме прямоугольника с четырьмя башнями по углам».

## Современное состояние
Замок был куплен в начале 1980-х годов семьёй Ричарда Хербейна. Владелец провёл масштабную реконструкцию. В настоящее время замок открыт для посещения туристами.
Прямоугольный замковый комплекс отреставрирован в соответствии с изначальными планами. В частности восстановлены просторный рыцарский зал, где ранее принимали гостей. Хорошо сохранились в том числе и подземелья крепости. Многие помещения верхних этажей в угловых башнях восстановлены максимально аутентично.  
На верхних этажах башен оборудованы смотровые площадки. С высоты башен открываются прекрасные виды на окрестности. 
Также в ходе реставрации были восстановлены внешние глубокие рвы и замковая часовня.

## Галерея

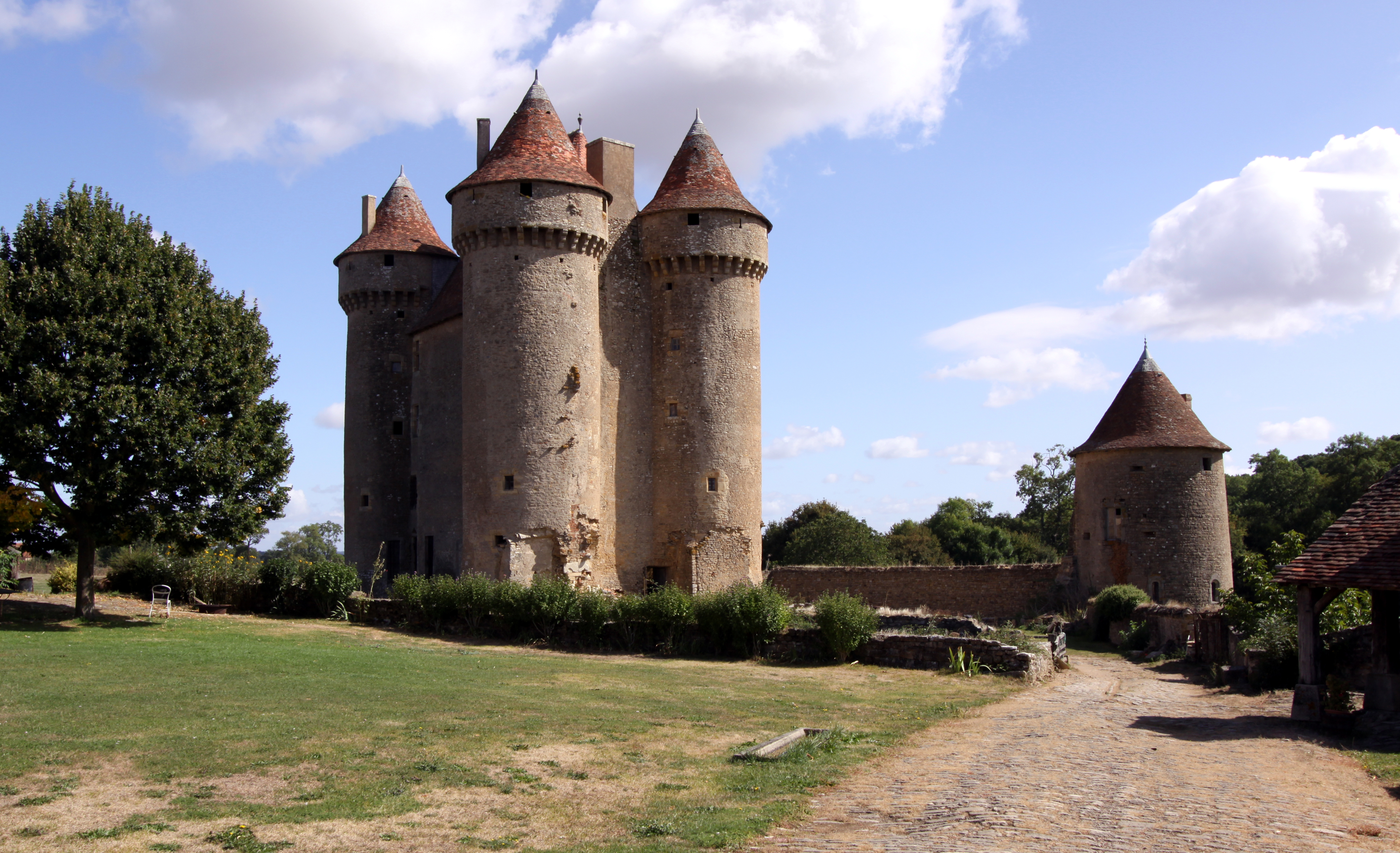
Общий вид замка
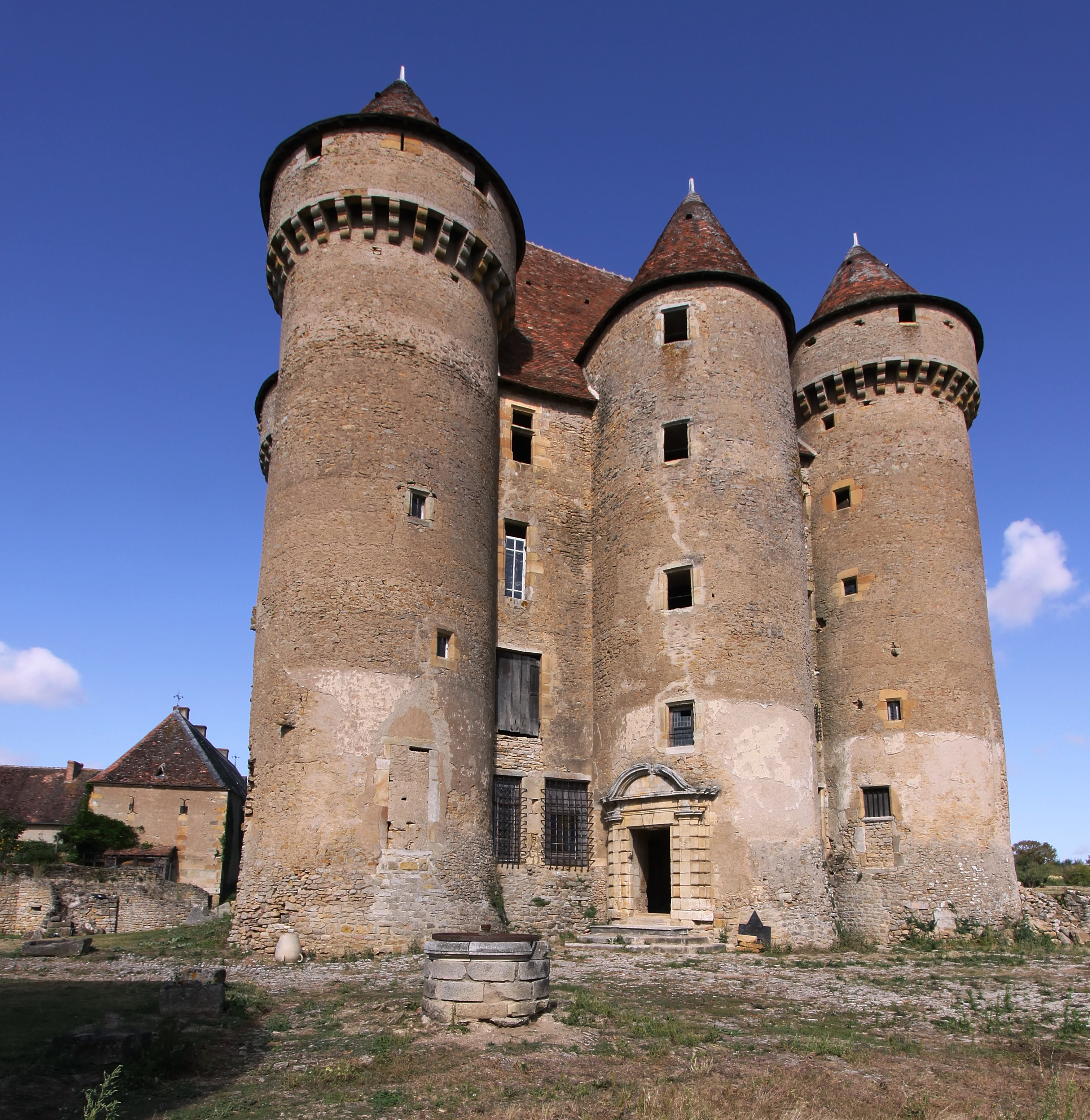
Южный фасад с лестничной башней
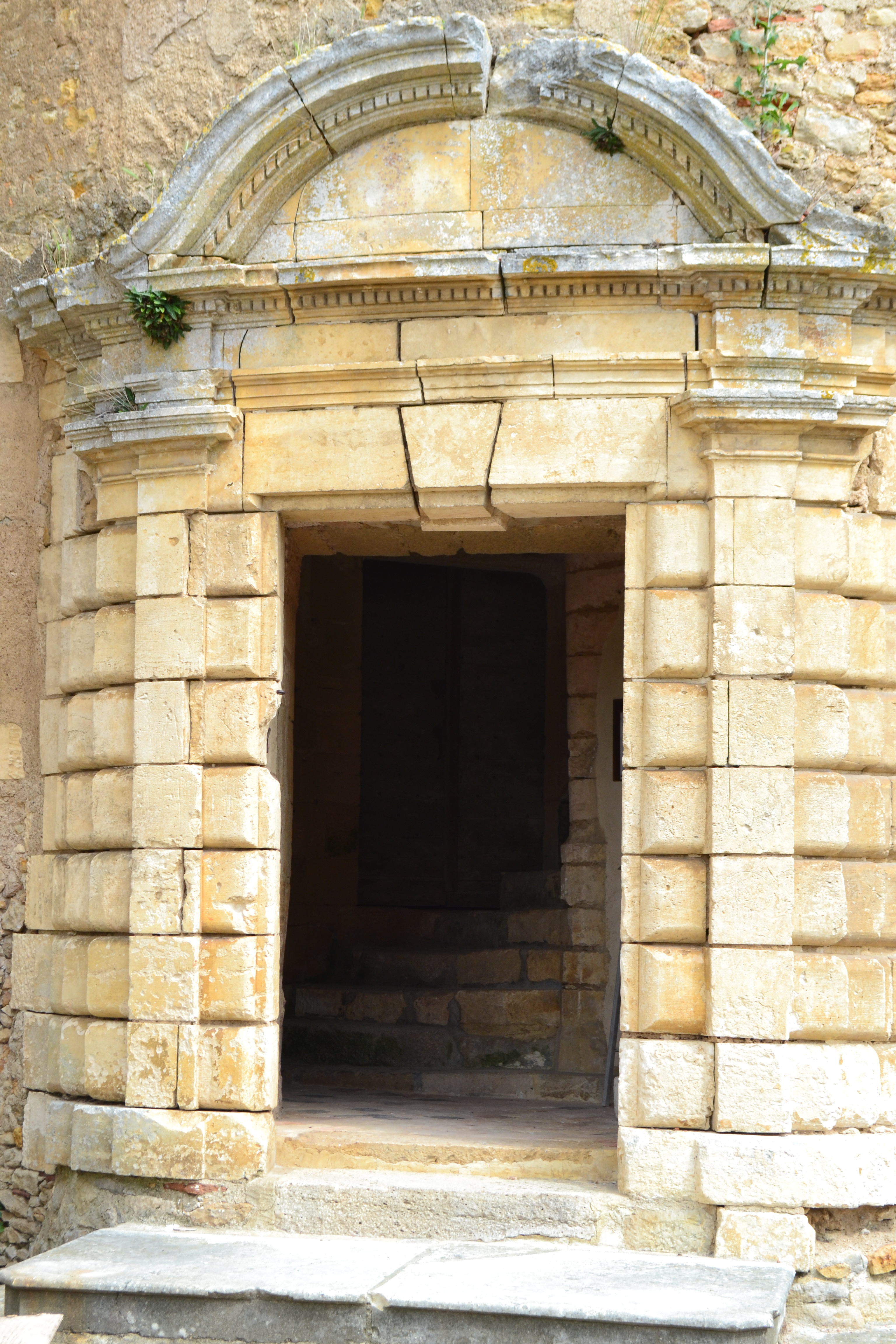
Главный вход внутрь замка
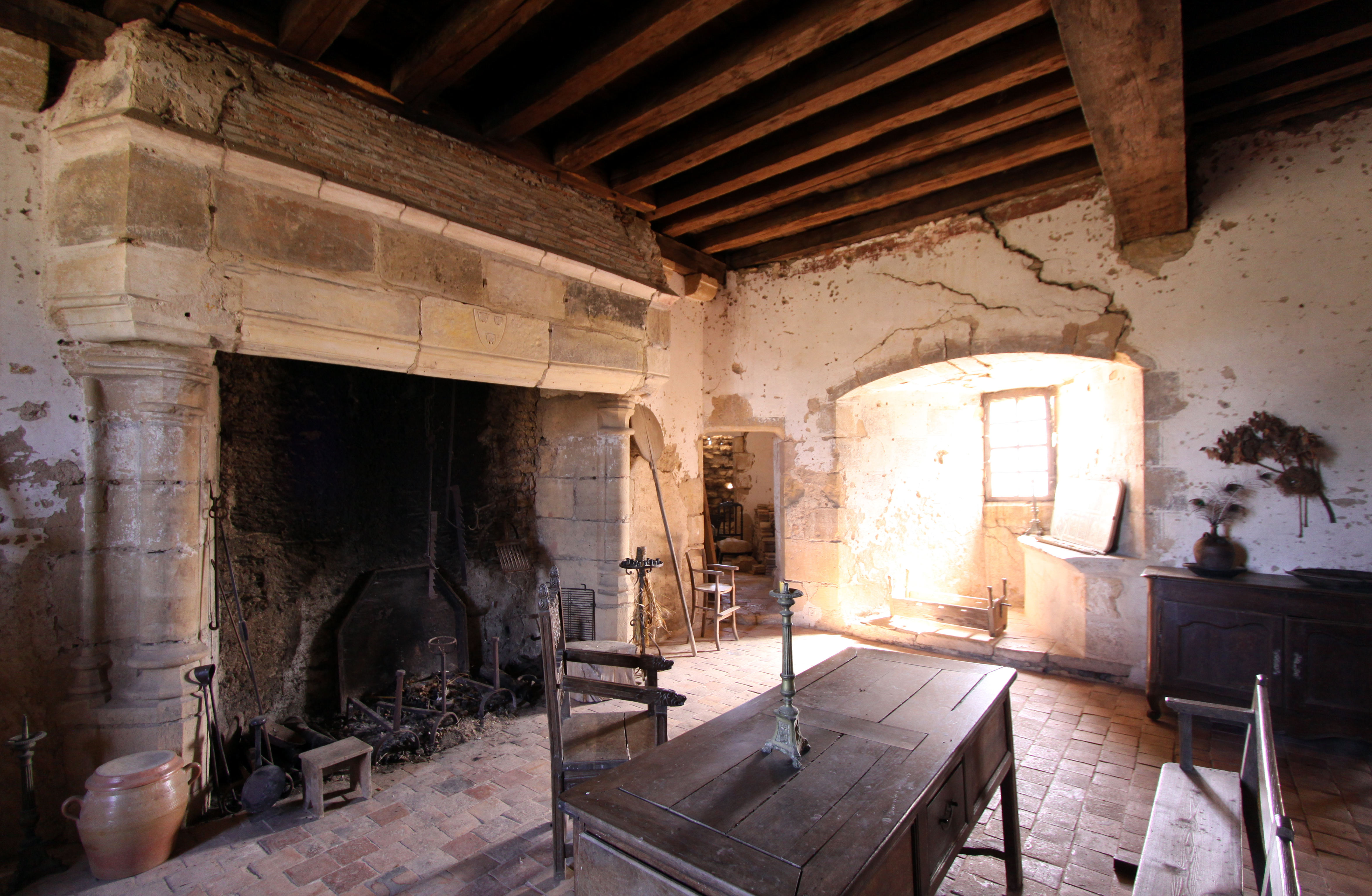
Помещение на первом этаже замка
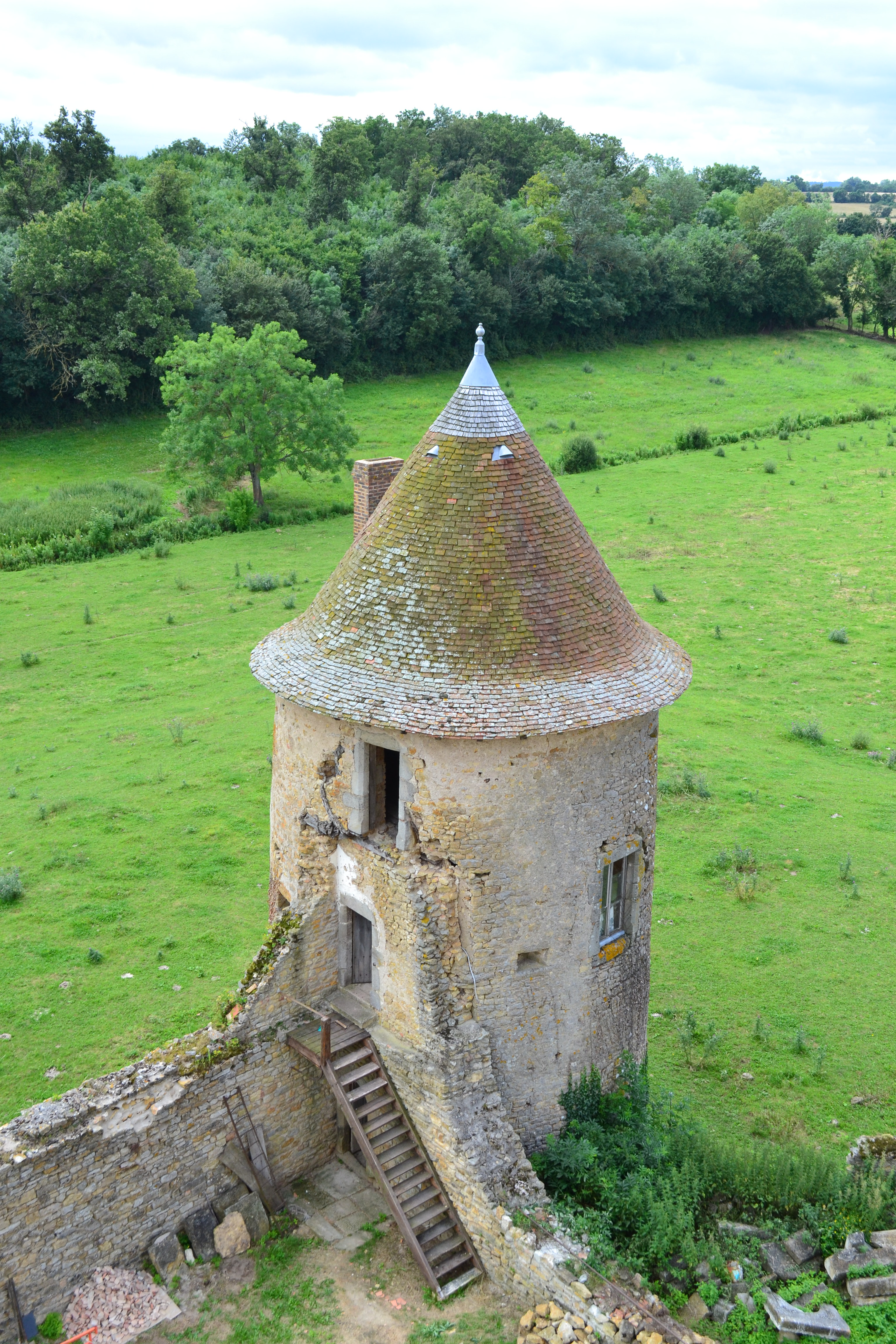
Замковая часовня